# Форт Карильон
Форт Карильон был построен Пьером де Риго де Водрёй, губернатором французской Канады, чтобы защитить озеро Шамплейн от британского вторжения. Расположен на берегу озера в пятнадцати милях к югу от форта Сен-Фредерик, он был построен для защиты от нападения как опорный пункт в возможной будущей войне.
Строительство началось в октябре 1755 года..